# Guerreros de Autlán

El Club Guerreros de Autlán es un equipo de fútbol que participa en la Tercera División de México y tiene su sede en la ciudad de Autlán de Navarro, Jalisco, México.

## Historia
El equipo fue fundado en 2002 con el nombre Club Deportivo Autlán, siendo conocidos bajo el apodo de Guerreros. En el torneo Apertura 2004 el equipo consiguió dos éxitos en un corto periodo de tiempo, logrando el subcampeonato de la Segunda División y el campeonato de la Tercera División a través de su equipo filial de fuerzas básicas. En el Clausura 2007 el equipo de Segunda División alcanzó las semifinales del torneo, en donde fueron eliminados por el Cruz Azul Jasso.
En 2008 terminó la primera etapa en la historia del Club Deportivo Autlán, ya que el propietario del equipo decidió vender la franquicia al Club Deportivo Oro debido a problemas con la Federación Mexicana de Fútbol. Tras la venta de la escuadra de Segunda División, el club se mantuvo en la Tercera División a través de su equipo de fuerzas básicas, el cual desapareció en 2015.
Luego de ocho años sin participación formal, en febrero de 2023 se refundó al equipo bajo el nombre Guerreros de Autlán, siendo inscrito en la Liga TDP, cuarta categoría del fútbol mexicano. Sin embargo, debido a cuestiones reglamentarias de la liga el equipo compite de manera oficial con el nombre Atlético Cocula, siendo esta la denominación con la que aparece en los registros de la Liga TDP y la Femexfut.
El 25 de mayo de 2025 el equipo logró su ascenso a la Liga Premier de México, nombre oficial de la Segunda División, tras derrotar al Club de Fútbol Cadereyta. El Autlán logró hacerse con el campeonato de la zona B de la categoría luego de derrotar al club Gorilas de Juanacatlán. 
Finalmente, el equipo se quedó con el subcampeonato de la Liga TDP al perder la final nacional ante Héroes de Zaci con un marcador de 0-2.

## Palmarés
| Competición nacional             | Títulos       | Subcampeonatos |
| -------------------------------- | ------------- | -------------- |
| Segunda División de México (0/1) |               | Apertura 2004  |
| Tercera División de México (1/1) | Apertura 2004 | 2024/2025      |